# Bão Chantal (2001)
Bão nhiệt đới Chantal là một cơn bão nhiệt đới hình thành ở Bắc Đại Tây Dương sau đó di chuyển qua các vùng Biển Caribê vào tháng tám năm 2001. Chantal được phát triển từ một làn sóng vào ngày 14 tháng 8 ở vùng biển nhiệt đới đại Tây Dương. Nó di chuyển nhanh về phía tây, trong hầu hết dòng đời của nó, và sau thoái hóa thành một khu vực áp thấp nhiệt đới, nó đi qua khu vực Gió Đảo. Chantal đạt đến cường độ đỉnh điểm là 70 dặm (110 km/h) hai lần trong vùng Biển Caribbean, và mỗi lần nó đã dự đoán được tình trạng bão, tuy nhiên, gió giật và sau mặt đất đã ngăn chặn tăng cường đến tình trạng bão. Vào ngày 21 tháng 8, di chuyển lên bờ gần biên giới giữa Mexico và Belize, trước khi tan vào ngày tiếp theo.